# 莫伊
莫伊（法語：Moye，法語發音：[mɔj]，发音同）是法国上萨瓦省的一个市镇，属于阿讷西区。

## 地理
莫伊（45°52'35"N, 5°54'43"E）面积23.8 平方千米，位于法国奥弗涅-罗讷-阿尔卑斯大区上萨瓦省，该省份为法国东部省份，历史上为薩伏依的一部分，北与瑞士接壤，西接安省，南至萨瓦省，东与瑞士和意大利接壤。
与莫伊接壤的市镇（或旧市镇、城区）包括：吕菲约、绍塔涅地区塞里耶尔、洛尔奈、马桑日、呂米伊、菲耶尔河畔瓦利耶尔、昂特勒拉克。
莫伊的时区为UTC+01:00、UTC+02:00（夏令时）。

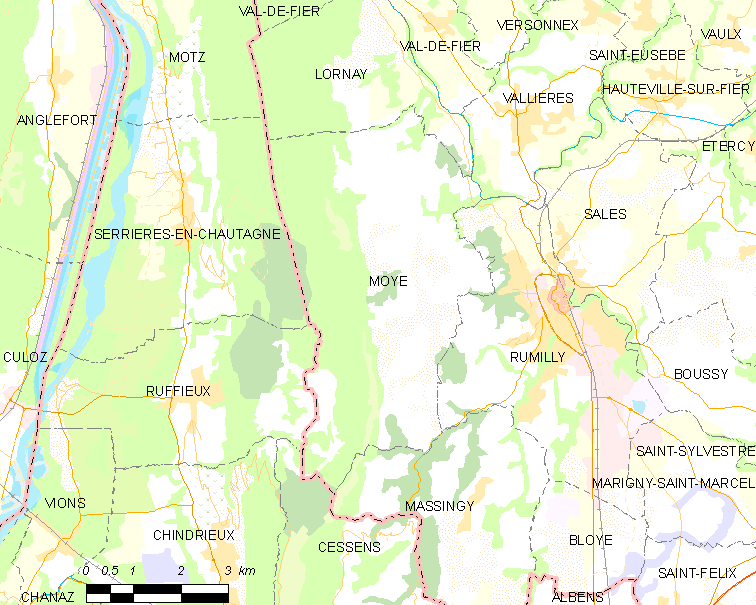
莫伊的OSM定位图

## 行政
莫伊的邮政编码为74150，INSEE市镇编码为74192。

## 政治
莫伊所属的省级选区为吕米伊县。

## 人口

1962-2008年间莫伊人口变化图示

莫伊于2022年1月1日时的人口数量为963人。